# Tim Murray (Politiker)

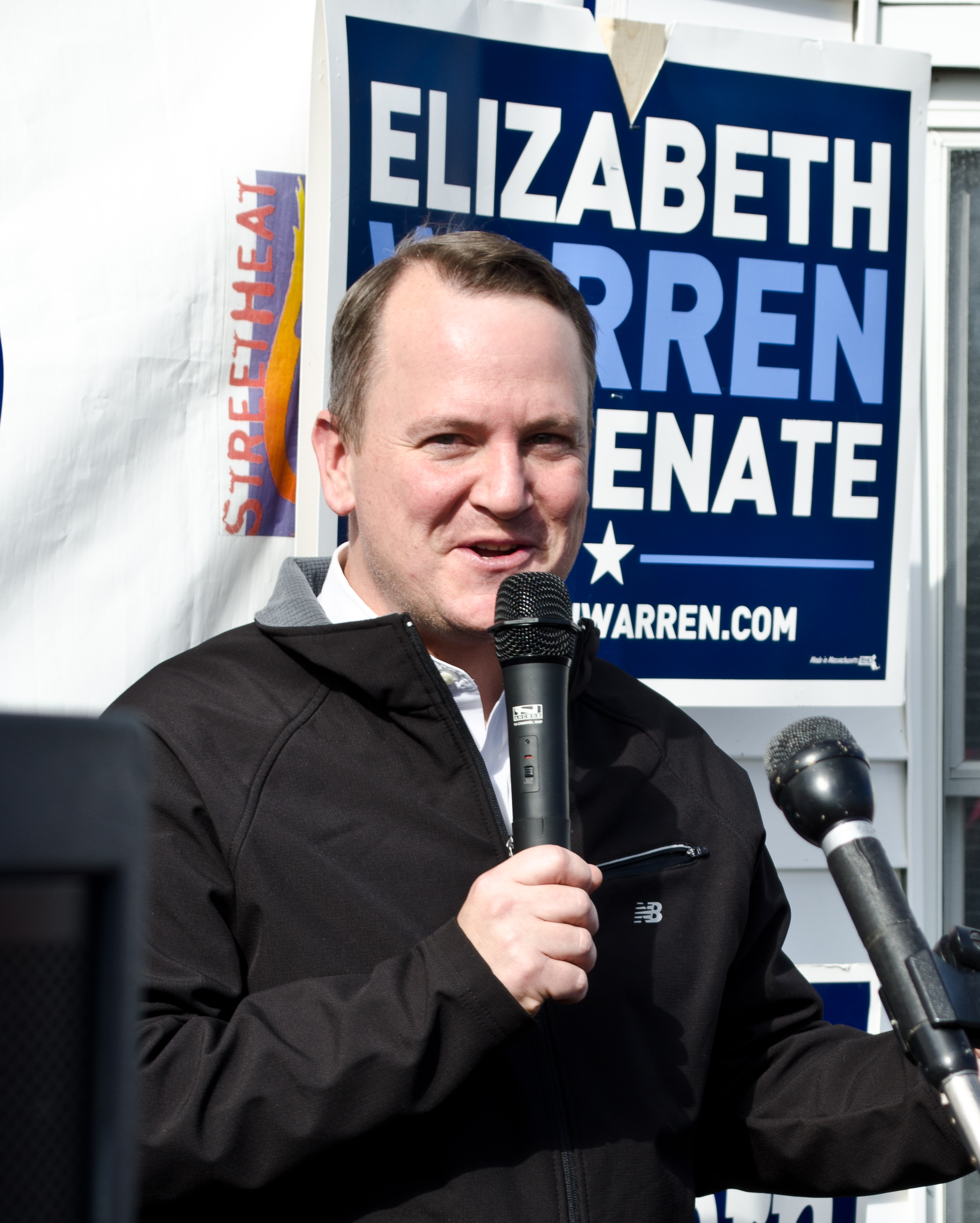
Tim Murray (2012)

Timothy Patrick „Tim“ Murray (* 7. Juni 1968 in Worcester, Massachusetts) ist ein US-amerikanischer Politiker der Demokratischen Partei, der von 2007 bis 2013 Vizegouverneur von Massachusetts war.

## Leben
Murray absolvierte nach dem Besuch der St. John’s High School in Shrewsbury ein Studium an der Fordham University in New York City, das er mit einem Bachelor of Arts (B.A.) abschloss. Im Anschluss studierte er Rechtswissenschaften an der Law School des Western New England College. Nach seiner anwaltlichen Zulassung war er als Rechtsanwalt tätig und arbeitete als Partner der Anwaltskanzlei Tattan, Leonard & Murray.
Seine politische Laufbahn begann Murray in der Kommunalpolitik und war zunächst von 1997 bis 2001 Mitglied des Stadtrates (City Councillor) von Worcester sowie im Anschluss als Nachfolger von Raymond Mariano zwischen 2002 und seiner Ablösung durch Konstantina Lukes 2007 Bürgermeister von Worcester.
Am 4. Januar 2007 wurde Murray als Kandidat der Demokratischen Partei als Nachfolger der Republikanerin Kerry Healey zum Vizegouverneur von Massachusetts Lieutenant Governor gewählt. Murray war damit Vertreter von Gouverneur Deval Patrick. Am 22. Mai 2013 trat er als Vizegouverneur zurück und übernahm die Funktion des Geschäftsführers der Handelskammer von Worcester.
Murray ist mit der Therapeutin Tammy Sullivan verheiratet und hat mit dieser zwei Töchter.